# Labtec
Labtec, Inc. est une société spécialisée dans la fabrication de périphériques et d'accessoires informatiques, fondée en 1981 à Vancouver (Washington) aux États-Unis.
Fabricant à l'origine des casques pour les compagnies aériennes, l'entreprise s'est diversifiée en développant des produits audios pour ordinateurs personnels, et en sous-traitant du matériel audio pour divers secteurs d'activité. Elle atteint ainsi une part de marché importante dans le domaine des haut-parleurs. Dans les années 1990, l'entreprise emploie une vingtaine de personnes à son siège à Vancouver, tandis que la production est assurée à Hong Kong et Taiwan.
En 1998, Labtec fusionne avec Spacetec, une entreprise qui produit des périphériques d'entrée en 3D. La société conserve le nom Labtec et son siège à Vancouver, mais devient une entreprise à capital ouvert.
Lors de la mission Mars Pathfinder, le JPL utilise un contrôleur Spacetec IMC Spaceball 2003 pour piloter le rover Sojourner sur la surface de Mars. Ce modèle est alors le contrôleur le plus répandu dans le secteur de la conception assistée par ordinateur.
Vers fin 2001, Logitech trouva un accord pour racheter Labtec pour 125 millions de dollars US (actions et dette), pour étendre son offre de produits audios pour ordinateurs personnels, et autres accessoires.

## Liste des produits
- Souris
- Claviers
- Microphones
- Casques
- Haut-parleurs
- Webcams